# Fusing
Fusing (engelska, sammansmältning) är en teknik för att med hjälp av värme smälta samman och forma glas i en så kallad fusingugn. Beroende på typ av glas värms det upp till mellan 700 °C och 900 °C och kyls sedan sakta ned för att glaset inte ska spricka. Glaset kan formas i keramiska eller metalliska formar.
Det är viktigt att de glasdetaljer som ska sammanfogas har samma termiska egensakper så att spänningar inte byggs in.